# Edgartown
Edgartown – miejscowość położona na wyspie Martha’s Vineyard w stanie Massachusetts, USA, siedziba administracyjna hrabstwa Dukes.